# Conjunto Electrónico de Pochonbo
El Conjunto Electrónico de Pochonbo (en hangul, 보천보전자악단; en hanja, 普天堡電子樂團; romanización revisada, Bocheonbo-jeonja-akdan; McCune-Reischauer, Poch'ŏnbo-jŏnja-aktan) es una orquesta de Corea del Norte. Es famoso por sus interpretaciones de canciones revolucionarias y populares. Se ha informado que son uno de los grupos más populares del país. El grupo toma su nombre de la Batalla de Pochonbo el 4 de julio de 1937, cuando una unidad guerrillera bajo el liderazgo de Kim Il-sung atacó complejos de la fuerza de ocupación japonesa en Pochonbo.

## Integrantes

### Directores
- Kim Yeon-su
- Ri Jong-o (1943-2016)

### Voz
- Hyon Song-wol
- Ri Kyong-suk (1970-2024, Cantante hemerita)
- Kim Kwang-suk (1964-2018, Actriz del Pueblo)[4]
- Ri Bun-hui
- Jo Gum-hwa
- Jeon Hye-young
- Kim Jong-nyong
- Yun Hye-young

### Sintetizador
- Kim Won-il
- Kim Hye-song
- Kim Mun-hyok
- Kwon Kyong-hak
- Kim Son-nop

### Piano
- Jon Kwon
- Jang Jong-won

### Órgano eléctrico
- Ri Mun
- Kang Chol-ho
- Kang Gum-chol

### Guitarra
- Park I-hyon
- Song Kwang
- Choe Yong-chol

### Bajo
- Kim Yong-il

### Percusión
- Choe Mun-chol
- Kim Jin